# Marne Barcelos
Marne Barcelos (Porto Alegre, 8 de setembro de 1942 — Porto Alegre, 27 de fevereiro de 2020) foi um radialista gaúcho que  trabalhou na Rádio Pampa, e participava ativamente na bancada do Programa Atualidades Pampa, na TV Pampa.

## Biografia
Nascido em Porto Alegre, Marne era filho de Rosalina Barcelos de Souza e do operário Antônio Saturnino de Souza . Divorciado, ele deixou quatro filhos: Ana Luisa, Bárbara, Luciano e Rodrigo, além de três netos: Deivide, Tiago e Manuela.

## Trajetória
Foi comunicador na rádio Itaí.. Nesta época apresentava o programa
"Clube dos Namorados". 
Saindo da Itaí, foi para a rádio Difusora .
No Grupo RBS, trabalhou como locutor na antiga TV Gaúcha, atual RBS TV. Trabalhou como comunicador e diretor da Rádio Farroupilha na década de 1970 tendo sido diretor da mesma. Lançou a maioria dos discos de Roberto Carlos nesta rádio. Tinha um programa chamado "Programa Marne Barcelos" com o slogan: "Música, Alegria e Informação". 
Em 1981 vende a Rádio Porto  Alegre, para “Cascalho”, Bertoldo Lauer  Filho e o jornalista  Noé  Cardoso, que alteraram o nome fantasia da rádio para Rádio Sucesso.
Em meados da década de 90 esteve na rádio Tupi. Registrou trabalhos em outras emissoras do centro do país como rádio Globo, TV Rio, Excelsior e Record.
Antes de sua morte, o radialista era figura de proa na Rádio Pampa e também participava da bancada do programa Atualidades Pampa.

## Morte
No dia 5 de fevereiro de 2020, foi internado no Hospital de Clínicas, em Porto Alegre, após sofrer um acidente vascular cerebral isquêmico extenso com seu estado de saúde considerado grave. Faleceu no dia 27 de fevereiro de 2020, à 1:05 da madrugada.